# Лежень степовий
Лежень степовий, або лежень (Burhinus oedicnemus) — птах ряду сивкоподібних (Charadriiformes), Один з 8-ми видів роду Леженів; єдиний вид роду в фауні України, представлений номінативним підвидом. Деякі дослідники відносять вид до ряду журавлеподібних. В Україні гніздовий, перелітний птах.

## Зовнішній вигляд та морфологічні ознаки

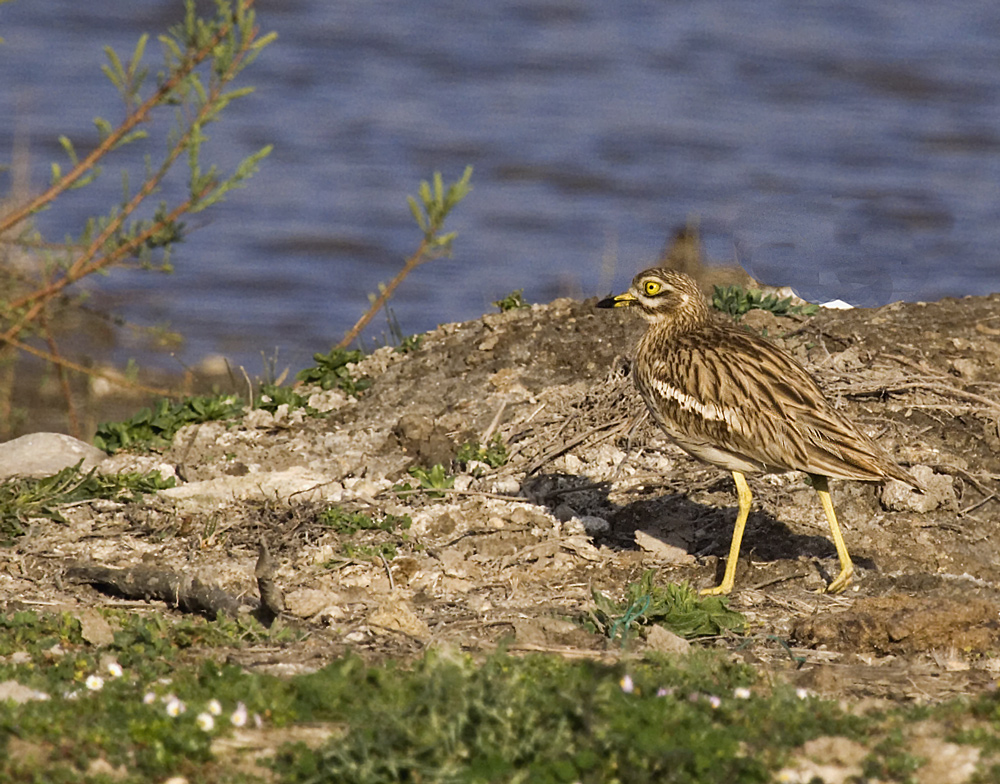
Лежень

У дорослого птаха оперення пісочно-буре, з густою темною строкатістю; горло і «брови» білі; груди, черево і підхвістя білі або вохристо-білі. На верхніх покривних перах крил білі смуги; махові пера зверху чорно-бурі, з кількома невеликими білими плямами; спід крил білий; стернові пера, крім бурувато-сірої центральної частини, білі, з чорними поперечними смугами. Дзьоб жовтий, на кінці чорний; ноги оливково-жовті. Очі великі, райдужна оболонка жовта. Молодий птах подібний до дорослого, але світліший; білі смуги на верхніх покривних перах крил ледь помітні.
Маса тіла — 338—550 г, довжина тіла — 40—44 см, розмах крил — 77—85 см.

## Підвиди
Нараховують шість підвидів Лежня степового:
- Burhinus oedicnemus distinctus (Bannerman, 1914)
- Burhinus oedicnemus harterti Vaurie, 1963
- Burhinus oedicnemus indicus (Salvadori, 1865)
- Burhinus oedicnemus insularum (Sassi, 1908)
- Burhinus oedicnemus oedicnemus (Linnaeus, 1758)
- Burhinus oedicnemus saharae (Reichenow, 1894)

## Ареалвиду та його поширення в Україні
Лісова, лісостепова, напівпустельна та пустельна зони помірного та тропічного поясів Євразії та Північної Африки; на півночі Євразії гніздовий перелітний, на півдні − осілий або частково осілий; перелітні популяції зимують на північному заході та сході Африки, півдні Аравійського півострова.
В Україні: гніздиться, можливо, на більшій частині території, достовірно — у сухостеповій зоні, а на півночі − вздовж великих річок.

## Чисельність і причини її зміни
Чисельність світової популяції не відома. Популяція у Європі оцінюється у 46−78 тис. ос. Для більшості територій України не визначена. На півночі Керченського півострова 1 пара трапляється на 1,4—2 км², подекуди вздовж Сиваша — на 0,8—1 км². Чинники зменшення чисельності: знищення гнізд під час випасання худоби та обробітку ланів; розлякування птахів (гинуть залишені яйця та пташенята); зростання кількості здичавілих собак та воронових птахів.

## Особливості біології

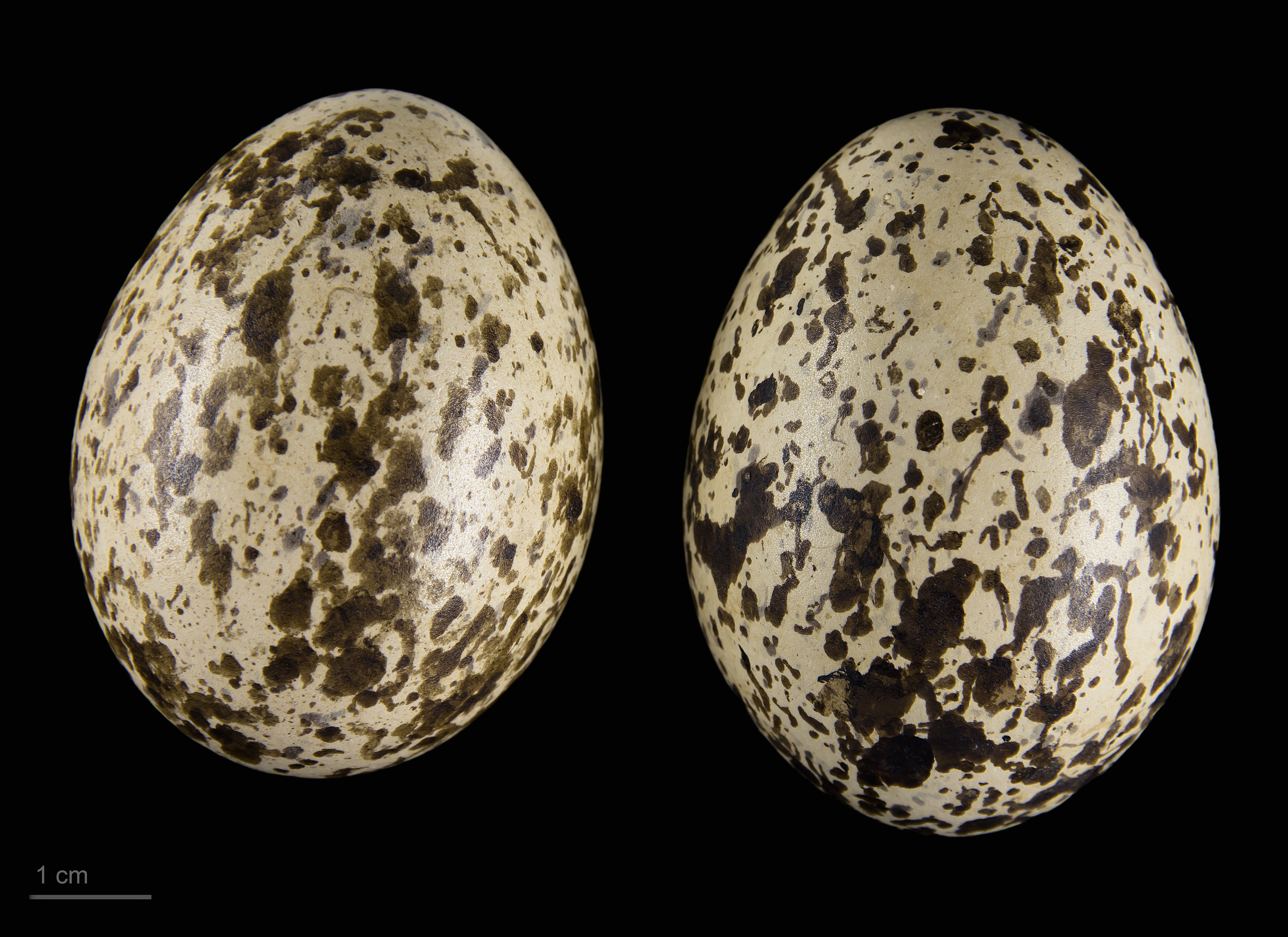
Яйця підвиду Burhinus oedicnemus oedicnemus в оологічній колекції (Тулузький музей)

Трапляється на ділянках з дуже низьким та розрідженим травостоєм або без рослинності, також з оголеним камінням, на кам'янистих осипах і солонцях у цілинних степах (петрофітних та псамофітних), на пасовищах, перелогах, а також у покинутих кар'єрах. З зимівель мігрує у квітні, у зворотному напрямку у вересні — першій половині жовтня. Гніздиться у першій декаді травня — на початку липня. Моногам. Гніздо — невелика ямка на землі, обкладена камінцями, грудками ґрунту, уламками сухих стебел та коренів трав'яних рослин, сухими екскрементами овець, кіз, зайців. У кладці 1−2 яйця. Насиджують яйця та водять пташенят обидва партнери. Тривалість інкубації 27—30 діб. Підйом на крила у віці 42—49 діб. Статева зрілість з 3 року життя. Тривалість життя — до 30 років. Живляться дрібними безхребетними.

## Охорона
Вид занесено до Червоної книги України (1980, 1994, 2009). Знаходиться під охороною Конвенції про охорону дикої флори і фауни та природних середовищ існування в Європі (Берн, 1979) (Додаток ІІ) та Конвенції по збереженню міграційних видів диких тварин Бонн (1979) (Додаток ІІ). Необхідне створення охоронних територій (Приазовська височина); знищення здичавілих собак та воронових птахів; запобігання випадків непокоєння птахів у гніздовий період.